# 673
Năm 673 là một năm trong lịch Julius.